# Girard (Kansas)
Girard – miasto położone w hrabstwie Crawford.